# Poker Face (televisieserie)
Poker Face is een Amerikaanse dramedy-krimiserie van streamingdienst Peacock uit 2023.

## Verhaal
Charlie is een vrouw van middelbare leeftijd met de gave om te zien wanneer iemand liegt. Vroeger trok ze van stad tot stad en verdiende geld bij lokale pokeravonden. Ze werd echter berucht in het circuit, en nu werkt ze als serveerster in een casino in Las Vegas.
Charlie's vriendin Natalie is poetsvrouw in het hotel boven het casino. Op een avond ziet ze kinderporno op de laptop van een belangrijke klant en brengt de baas op de hoogte. Die geeft zijn hoofd beveiliging de opdracht Natalie om het leven te brengen en te laten uitschijnen dat haar man de dader was.
Tegelijkertijd ontdekt de baas dat diezelfde klant private pokeravonden houdt in zijn suite. Hij besluit hem met behulp van Charlies gave een pak geld afhandig te maken. Charlie doorziet echter de moord en waarschuwt de klant. Daardoor raakt de reputatie van het casino besmeurd, waarop de baas zelfmoord pleegt. Zijn vader en de eigenaar van het casino bedreigt Charlie, die op de vlucht slaat.
Elke aflevering begint vervolgens met een uitgekiende moord of poging daartoe. Dan is te zien hoe Charlie al in de buurt is wanneer die plaatsvindt en op onderzoek uitgaat. Dankzij haar gave weet ze wie de waarheid spreekt en wie niet, en weet zo de dader te ontmaskeren.

## Rolverdeling
- Natasha Lyonne als Charlie Cale, de protagonist en het enige personage dat in elke aflevering te zien is.
- Benjamin Bratt als Cliff Legrand, hoofd beveiliging van het casino.
- Adrien Brody als Sterling Frost junior, de casinobaas in de eerste aflevering.
- Chloë Sevigny als Ruby Ruin, de zangeres in de vierde aflevering.
- Simon Helberg als Luca Clark, de FBI-agent in de vijfde en tiende aflevering.
- Ellen Barkin als Kathleen Townsend, de actrice in de zesde aflevering.
- Nick Nolte als Arthur Liptin, de kunstenaar in de achtste aflevering.
- Cherry Jones als Laura, de filmproducent in de achtste aflevering.
- Luis Guzmán als Raoul, de archivaris in de achtste aflevering.
- Joseph Gordon-Levitt als Trey Mendez, de man met de enkelband in de negende aflevering.
- Ron Perlman als Sterling Frost senior, de casino-eigenaar in de tiende aflevering.
- Clea DuVall als Emily Cale, Charlies zus in de tiende aflevering.

## Afleveringen
1. Dead Man's Hand
2. The Night Shift
3. The Stall
4. Rest in Metal
5. Time of the Monkey
6. Exit Stage Death
7. The Future of the Sport
8. The Orpheus Syndrome
9. Escape from Shit Mountain
10. The Hook

## Uitgave en ontvangst
Het eerste seizoen van Poker Face werd op 26 januari 2023 uitgebracht. Kort daarop werd een tweede seizoen besteld, dat op 8 mei 2025 uitkwam.
In Vlaanderen werd het eerste seizoen vanaf 31 januari 2025 uitgezonden door Play5.
Poker Face werd positief onthaald. Bij IMDb behaalt de serie een publieksscore van 7,8 op tien. De recencenten van Rotten Tomatoes gaven het eerste seizoen een beoordeling van 98 procent; die van Metacritic 84 procent.